# Oulad Daoud
Oulad Daoud (àrab أولاد داود) és una comuna rural de la província de Taounate de la regió de Fes-Meknès. Segons el cens de 2014 tenia una població total de 11.978 persones.